# Mírová smlouva s Itálií (1947)
Mírová smlouva s Itálií byla mírová smlouva podepsaná v Paříži 10. února 1947 mezi Itálií a vítěznými spojenci ukončující druhou světovou válku. Smlouva vstoupila v platnost 15. září 1947.
Podmínky mírové smlouvy zahrnovaly:
- odstoupení jadranských ostrovů Cherso/Cres, Lussino/Lošinj, Lagosta/Lastovo a Pelagosa/Palagruža, poloostrova Istrie jižně od řeky Quieto/Mirna, města Fiume/Rijeka a většiny regionu Primorska Jugoslávii;
- odstoupení Dodekaneských ostrovů Řecku;
- odstoupení Francii Briga/La Brigue a Tenda/Tende a malé revize hranic;
- uznání nezávislosti Albánie a odstoupení ostrova Sazan Albánii;
- uznání nezávislosti Etiopie
- Itálie se vzdala nároků na bývalé kolonie (Libye, Eritrea, a Italské Somálsko);
- zrušení obchodních smluv s Čínou.

Terst s okolím se stal součástí nového státu nazvaného Svobodné území Terst. V roce 1954 bylo území rozděleno mezi Itálii a Jugoslávii, což přivodilo konec nezávislého státu. Samotné město bylo připojeno k Itálii. Rozdělení bylo završeno Smlouvou z Osima uzavřenou v roce 1975 (účinnou od roku 1977).
Libye vyhlásila samostatnost 24. prosinec 24. prosince 1951.
Po plebiscitu organizovaném OSN byla Eritrea za stanovených podmínek federalizována s Etiopií 2. prosince 1950. Nezávislost na Etiopii získala de facto 24. května 1991 a de jure 24. května 1993.
Italské Somálsko zůstalo do roku 1949 pod britskou správou, kdy se stalo svěřeneckým územím OSN pod italskou administrací. Italské Somálsko spojené s Britským Somálskem vyhlásilo samostatnost 1. července 1960 jako Somálská republika.
Následný dodatek ke smlouvě poskytl kulturní autonomii německé menšině v Jižním Tyrolsku.